# Деловой Петербург
«Делово́й Петербу́рг» — российское деловое издание с редакцией в Санкт-Петербурге.

## История
Газета «Деловой Петербург» была учреждена в 1993 году и издавалась шведской группой «Бонниер Бизнес Пресс». Первый номер газеты верстался в Dagens industri (Швеция) и был напечатан в Финляндии. Газета исторически печаталась на нетипичной для российских СМИ розоватой бумаге, характерной для иностранной деловой прессы, что стало её отличительным признаком. Газета выходит ежедневно по будням. Форматы материалов: новости, аналитика, расследования.
В 2015 году из-за вступления в силу закона об ограничении доли иностранного капитала в российских СМИ «Бонниер» продал 80 % издания владельцу Fort Group Максиму Левченко. Весной 2017 года главный редактор издания Максим Васюков выкупил долю «Форт Групп». В 2018 году владельцем газеты стала «Группа ЕСН» бизнесмена Григория Берёзкина, которая в 2020 году продала издание МИЦ «Известия», входящей в «Национальную медиагруппу» Юрия Ковальчука.
Первым главным редактором ДП был Олег Третьяков, в 2011 году его сменил Максим Васюков. После покупки издания Григорием Берёзкиным главредом стал Артемий Смирнов, ранее руководивший рядом региональных СМИ, а вскоре редакцию сайта dp.ru возглавила Алиса Чекушина, бывший шеф-редактор Life78. В марте 2020 года её сменил Игорь Павловский из Regnum, он же в 2021 году возглавил объединённую редакцию сайта и газеты (Смирнов перешёл на должность редактора спецпроектов).

## Спецпроекты
- «База недвижимости» — проект с контентом в сфере управления коммерческой недвижимостью.
- «Мероприятия ДП»
- «Рейтинг миллиардеров» — рейтинг миллиардеров от ДП.
- «Кто есть кто» — справочный каталог контактной информации компаний Санкт-Петербурга и столицы.
- «Estateline» — база с подробными и актуальными данными о стройках и участниках строительства в 33 регионах России, а также фотографии со стройплощадок.
- «Вмедицине.рф» — помощь в поиске решений бизнес-задач в государственных и частных медицинских организациях.
- «WelcomeZone» — проект для специалистов в сфере гостиничного бизнеса.